# Бурлон
Бурлон (фр. Bourlon) насеље је и општина у североисточној Француској у региону Север-Па д Кале, у департману Па де Кале која припада префектури Арас.
По подацима из 2011. године у општини је живело 1219 становника, а густина насељености је износила 99,11 становника/km². Општина се простире на површини од 12,3 km². Налази се на средњој надморској висини од 80 метара (максималној 127 m, а минималној 53 m).

## Демографија
| 1962. | 1968. | 1975. | 1982. | 1990. | 1999. | 2011. |
| ----- | ----- | ----- | ----- | ----- | ----- | ----- |
| 1.120 | 1.123 | 1.065 | 1.135 | 1.212 | 1.246 | 1.219 |

График промене броја становника у току последњих година